# باول غيراغتي
باول غيراغتي (بالإنجليزية: Paul Geraghty)‏ هو كاتب وكاتب للأطفال جنوب أفريقي، ولد في 3 مايو 1959.